# I Brygada Kawalerii
I Brygada Kawalerii (I BK) – brygada kawalerii Wojska Polskiego.
I Brygada Kawalerii została utworzona w 1924 roku z samodzielnej I Brygady Jazdy. Wchodziła w skład 2 Dywizji Kawalerii. Dowództwo brygady stacjonowało w Warszawie.

## Dowódcy brygady
- płk  Janusz Głuchowski (1 VI 1924 - 15 X 1925 → dowódca 4 DK)
- płk szt.gen. Sergiusz Zahorski (do 19 VIII 1926)
- płk Stefan Strzemieński (do 25 X 1930)
- gen. bryg. Bolesław Wieniawa-Długoszowski (25 X 1930 - 1937, jednocześnie był dowódcą w/z 2 DK)

## Organizacja pokojowa
- dowództwo I Brygady Kawalerii
- 1 pułk szwoleżerów Józefa Piłsudskiego
- 1 pułk strzelców konnych